# Nicolae Munteanu
Nicolae Munteanu (7 de diciembre de 1951) es un jugador  balonmano rumano. Consiguió 3 medallas olímpicas como jugador. 